# Маунт Виста (Вашингтон)
Маунт Виста (енгл. Mount Vista) насељено је место без административног статуса у америчкој савезној држави Вашингтон.

## Демографија
По попису из 2010. године број становника је 7.850, што је 2.08 (36,0%) становника више него 2000. године.
| Група             | 2000.         | 2010.         |
| Белци             | 5.278 (91,5%) | 6.656 (84,8%) |
| Афроамериканци    | 57 (1,0%)     | 150 (1,9%)    |
| Азијати           | 163 (2,8%)    | 307 (3,9%)    |
| Хиспаноамериканци | 142 (2,5%)    | 395 (5,0%)    |
| Укупно            | 5.770         | 7.850         |